# Superávit económico
El término superávit económico se conoce a lo que excede en el haber después de satisfacer todas las obligaciones. Constituye la diferencia positiva de los ingresos sobre los gastos (egresos) en una organización durante un período determinado. Concretamente, el superávit de un Estado se debe a que recauda más por impuestos, tasas, retenciones, etc., que lo que gasta en proveer servicios públicos y pagar deudas; en resumen, el superávit es lo contrario al déficit. Normalmente no entran en este concepto los préstamos para hacer frente a alguna deuda ni los capitales de amortización. Lo opuesto al superávit es el déficit.